# Damaskinos d'Andrinople
 (août 2022).
Si vous disposez d'ouvrages ou d'articles de référence ou si vous connaissez des sites web de qualité traitant du thème abordé ici, merci de compléter l'article en donnant les références utiles à sa vérifiabilité et en les liant à la section « Notes et références ».
Pour les articles homonymes, voir Andrinople (homonymie).
Damaskinós ou Damascène d'Andrinople (grec moderne : Δαμασκηνός), de son nom séculier Vassílios Papandréou (Βασίλειος Παπανδρέου), né le 23 février 1936 à Thérmo, en Grèce et mort le 5 novembre 2011 à Genève, en Suisse, est un métropolite grec orthodoxe.

## Biographie
Il est ordonné diacre à l'issue d'un séjour à l'Institut de théologie orthodoxe de Halki. Entre 1959 et 1965, avec une bourse d'études du Patriarcat œcuménique de Constantinople, il étudie l'histoire de l'Église, la religion comparée et la philosophie de la religion dans les universités allemandes de Bonn et de Marbourg. En 1966, il obtient un doctorat de théologie à l'université d'Athènes, sa thèse portant sur « La création et l'organisation de l’Église arménienne jusqu'au Quatrième Concile œcuménique ». Après son ordination en 1961, il est devenu archimandrite.
Dans les années 1960, il travaille comme aumônier pour les travailleurs immigrés grecs de la région de Bonn. En outre, il fonde les trois premières écoles élémentaires grecques en Allemagne. Entre 1965 et 1969, il dirige le nouveau centre monastique orthodoxe de Taizé.
En 1969, il devient directeur du Centre orthodoxe du Patriarcat œcuménique de Chambésy, près de Genève, poste lui attribuant aussi le secrétariat pour la préparation du Saint et Grand Concile des Églises orthodoxes. Le 6 décembre 1970, il est ordonné évêque avec le titre de métropolite titulaire de Traïanoupoli. Pendant son mandat, le centre orthodoxe de Chambésy devient un centre de rencontre interreligieuse de renommée internationale. Fondé en 1996, le « centre d'études supérieures en théologie orthodoxe » travaille en étroite collaboration avec les facultés de théologie des universités de Genève et de Fribourg.
Le Synode du Patriarcat œcuménique de Constantinople le nomme le 2 octobre 1982 « Métropolite de la Suisse et Exarque de l'Europe », détachant à cette occasion la métropole orthodoxe grecque de Suisse de la métropole d'Autriche. Pendant ce mandat, il ordonne Mère Sofia.
En 2003, il prend sa retraite pour raisons de santé, et est nommé métropolite titulaire d'Andrinople. Jérémie Calligiorgis, métropolite de France depuis 1988, lui succède comme métropolite de Suisse.
Damaskinos était une personnalité de l'œcuménisme, un membre de nombreux comités et académies savantes, co-éditeur des tomes 1 à 3 des Dokumente wachsender Übereinstimmung (de) (« Documents du consensus croissant »). Il a été très lié au pape Jean-Paul II, et le pape Benoît XVI l'appelle « frère et ami ».

## Distinctions et prix
- Docteur honoris causa des universités de Bucarest (1981), Belgrade (1982), Thessalonique (1985), Bonn (1986), Berne (Faculté vieille-catholique, 1987), Prešov (1987), Athènes (1990), Moscou (1992), Minsk (1995) , Manille (1998), Sofia (1999), Genève (1999)
- Membre de l'Académie internationale de sciences religieuses (AISR) (1974)
- Membre honoraire de la Fondation Pro Oriente (1984)
- Membre de la Société européenne de la culture (1987)
- Membre correspondant de l'Académie d'Athènes (1991)
- Prix Abbé Emmanuel Heufelder de l'Abbaye de Niederaltaich (1992)

## Sources et liens externes
- Notice dans un dictionnaire ou une encyclopédie généraliste :   - Deutsche Biographie
- Notices d'autorité :   - VIAF
  - ISNI
  - BnF (données)
  - IdRef
  - LCCN
  - GND
  - Italie
  - CiNii
  - Espagne
  - Pays-Bas
  - Israël
  - NUKAT
  - Vatican
  - Norvège
  - Tchéquie
  - WorldCat
- Metropolitan Damaskinos (Papandreou) of Adrianoupolis
- Current hierarchs of the patriarchate of Constantinople
- The Orthodox Churches and Priestly Celibacy par Damaskinos.